# BCカード杯新人王戦
BCカード杯新人王戦（BCカードはいしんじんおうせん、비씨카드배 신인왕전）は、韓国の囲碁の棋戦。1991年にBCカード杯戦として創設。1998年第8期から、入段後10年以下の棋士の参加するBCカード杯新人王戦となる。2008年で終了、2009年からBCカード杯世界囲碁選手権に移行。前身は1989年まで実施された新王戦。
- 主催 （1-16期）スポーツソウル、（17期-）ソウル新聞
- 後援 BCカード
- 優勝賞金 2500万ウォン

## 方式
- （1期）決勝三番勝負、（2期）挑戦手合三番勝負、（3-7期）挑戦手合五番勝負

（8期以降）
- 予選勝ち抜き者24名による本戦トーナメント。決勝は三番勝負。
- 持ち時間は各10分、40秒の秒読み3回
- コミは6目半

## 歴代優勝者と決勝戦
（左が優勝者）
1. 1991年 曺薫鉉 2-0 金熙中
2. 1992年 李昌鎬 2-1 曺薫鉉
3. 1993年 李昌鎬 3-0 曺薫鉉
4. 1994年 李昌鎬 3-0 劉昌赫
5. 1995年 李昌鎬 3-0 曺薫鉉
6. 1996年 曺薫鉉 3-0 李昌鎬
7. 1997年 李昌鎬 3-1 曺薫鉉
（第8期からBCカード杯新人王戦）
8. 1998年 睦鎮碩 2-0 金民完
9. 1999年 金萬樹 2-0 金民完
10. 2000年 李相勲 2-1 韓鐘振
11. 2001年 趙漢乗 2-0 元晟溱
12. 2002年 李世乭 2-1 金民完
13. 2003年 宋泰坤 2-0 李映九
14. 2004年 安祚永 2-1 李映九
15. 2005年 朴永訓 2-1 金東熙
16. 2006年 許映皓 2-0 元晟溱
17. 2007年 元晟溱 2-1 白洪淅
18. 2008年 金起用 2-0 金昇宰

## 新王戦
1985年から89年まで5期実施された。
- 主催 スポーツソウル

決勝戦は三番勝負。
歴代優勝者と決勝戦
1. 1985年 鄭壽鉉 2-1 姜勲
2. 1986年 劉昌赫 2-0 林宣根
3. 1987年 文容直 2-0 朴鐘烈
4. 1988年 林宣根 2-1 梁宰豪
5. 1989年 李昌鎬 2-0 丁鉉山